# 伊勒河畔拉扎克
伊勒河畔拉扎克（法語：Razac-sur-l'Isle，法語發音：[ʁazak syʁ lil]）是法国多尔多涅省的一个市镇，位于该省中部，佩里格市区以西，属于佩里格区。

## 地理
伊勒河畔拉扎克（45°9'50"N, 0°35'59"E）面积14.24 平方千米，位于法国新阿基坦大区多爾多涅省，该省份为法国西南部内陆省份，是法國本土面积第三大的省，大致对应佩里戈尔地区，北起顺时针与夏朗德省、上维埃纳省、科雷兹省、洛特省、洛特-加龙省、吉倫特省和滨海夏朗德省接壤。
与伊勒河畔拉扎克接壤的市镇（或旧市镇、城区）包括：伊勒河畔马尔萨克、库卢尼埃-沙米耶、库尔萨克、蒙特朗、阿内斯和博略。

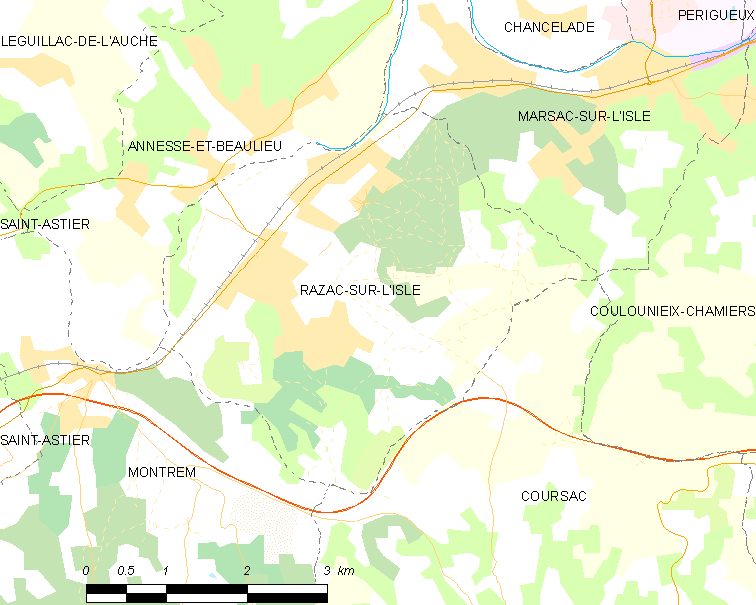
伊勒河畔拉扎克的OSM定位图

伊勒河畔拉扎克的时区为UTC+01:00、UTC+02:00（夏令时）。

## 行政
伊勒河畔拉扎克的邮政编码为24430，INSEE市镇编码为24350。

## 政治
伊勒河畔拉扎克所属的省级选区为库卢尼埃-沙米耶县。

## 人口

1962-2008年间伊勒河畔拉扎克人口变化图示

伊勒河畔拉扎克于2022年1月1日时的人口数量为2367人。